# Roeselia pernitens
Roeselia pernitens är en fjärilsart som beskrevs av William Schaus 1911. Roeselia pernitens ingår i släktet Roeselia och familjen trågspinnare. Inga underarter finns listade.